# Вагайская
Вагайская — деревня в Омутинском районе Тюменской области России. Входит в состав Вагайского сельского поселения.

## История
До 1917 года входила в состав Омутинской волости Ялуторовского уезда Тобольской губернии. По данным на 1926 год посёлок Вагай состоял из 146 хозяйств. В административном отношении входил в состав Вагайского сельсовета Новозаимского района Тюменского округа Уральской области.

## Население
| 2010 |
| ---- |
| 310  |

По данным переписи 1926 года в посёлке проживало 582 человека (264 мужчины и 318 женщин), в том числе: русские составляли 96 % населения.
Согласно результатам переписи 2002 года, в национальной структуре населения русские составляли 86 % из 284 чел.